# Valsjön (Vilhelmina socken, Lappland, 724442-148032)
Valsjön är en sjö i Vilhelmina kommun i Lappland och ingår i Ångermanälvens huvudavrinningsområde. Sjön har en area på 1,75 kvadratkilometer och ligger 625 meter över havet. Valsjön ligger i Södra Gardfjället Natura 2000-område. Sjön avvattnas av vattendraget Valsjöbäcken.

## Delavrinningsområde
Valsjön ingår i det delavrinningsområde (724700-148023) som SMHI kallar för Utloppet av Valsjön. Medelhöjden är 721 meter över havet och ytan är 19,76 kvadratkilometer. Räknas de 4 avrinningsområdena uppströms in blir den ackumulerade arean 51,8 kvadratkilometer. Valsjöbäcken som avvattnar avrinningsområdet har biflödesordning 3, vilket innebär att vattnet flödar genom totalt 3 vattendrag innan det når havet efter 431 kilometer. Avrinningsområdet består mestadels av skog (70 procent) och kalfjäll (18 procent). Avrinningsområdet har 1,75 kvadratkilometer vattenytor vilket ger det en sjöprocent på 8,9 procent.